# Parafia Narodzenia Najświętszej Maryi Panny w Kotłowie (rzymskokatolicka)
Parafia Narodzenia Najświętszej Maryi Panny w Kotłowie – parafia rzymskokatolicka należąca do dekanatu Mikstat diecezji kaliskiej. Parafia liczy około 730 wiernych i stanowi mniejszość wyznaniową w Kotłowie.

## Historia
Dzieje kościoła katolickiego w Kotłowie rozpoczynają się w 1108 roku, gdy według kroniki Jana Długosza ufundowana została przez Piotra Włostowica świątynia dla mieszkańców tego terenu. Inni uważają, że kościół pochodzi jednak z połowy XII wieku. Kościół był kilkakrotnie przebudowywany. Między innymi dobudowana została wieża. Pod koniec XIX wieku teren kotłowskiej parafii zamieszkiwało 7300 osób. Kościół stawał się za mały dla takiej liczby wiernych. W latach 1905–1908 przeprowadzono więc jego rozbudowę. Ostatnia przebudowa świątyni przeprowadzona została w 2007 roku i polegała na wymianie poszycia dachowego oraz gruntownym remoncie wieży. Inwestycja przeprowadzona została z udziałem pieniędzy pochodzących z Ministerstwa Kultury i Dziedzictwa Narodowego, Departamentu Ochrony Zabytków. 
W latach 70. XX wieku parafia w Kotłowie przeżyła rozłam. Po śmierci ówczesnego proboszcza - ks. Wacława Góry (2 września 1968), część parafian chciała, by kolejnym proboszczem w Kotłowie został dotychczasowy wikariusz Zygmunt Koralewski. Władze kościelne postanowiły jednak przenieść go do innej parafii w Poznaniu. Sam ksiądz nie zgadzał się jednak z takim postanowieniem, wówczas pociągnął za sobą ponad połowę parafian i zorganizował parafię polskokatolicką w Kotłowie. Wyznanie to ma do dzisiaj charakter dominującego na tym terenie.